# 메시에 35

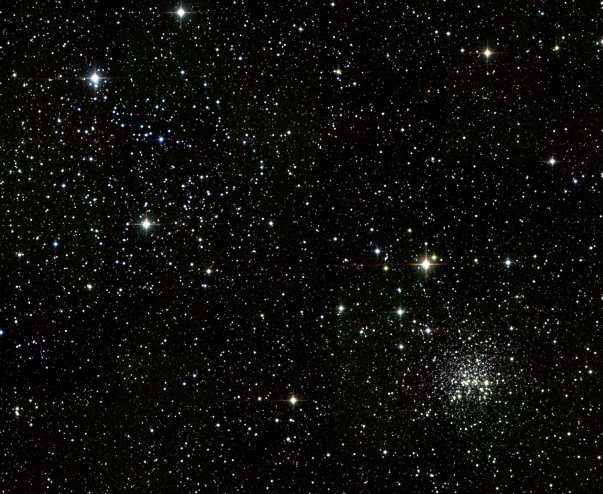
메시에 35

M35(NGC 2168)는 쌍둥이자리에 있는 산개 성단이다. 지구에서 2,800광년 떨어져 있으며, 겉보기 등급은 5.3등급, 시직경은 28분이다. 1745년 장 필립 로와 드 셰조가 발견하였고, 1750년이전에 존 베비스도 독립적으로 발견하였다.

## 같이 보기
- 메시에 천체 목록